# Alypophanes purpurata
Alypophanes purpurata är en fjärilsart som beskrevs av W. Warren 1913. Alypophanes purpurata ingår i släktet Alypophanes och familjen nattflyn. Inga underarter finns listade i Catalogue of Life.